# Edificio del Banco Pastor en La Coruña
El edificio del Banco Pastor es un inmueble de 1925 diseñado por los arquitectos Antonio Tenreiro y Peregrín Estellés en el Cantón Pequeño de La Coruña para la sede del Banco Pastor.

## Historia
En 1918 Ricardo Rodríguez Pastor y Pedro Barrié comenzaron a comprar parcelas en los Cantones para construir la sede de su banco. A partir de ese momento comenzaron a modificar el tamaño de las parcelas, en las que derribaron los edificios existentes, de tres o cuatro pisos con galerías.
El proyecto fue encargado por Pastor y Barrié a su pariente Antonio Tenreiro en 1919 con la idea de construir una sede para su banco. Tenreiro se había licenciado en arquitectura en Madrid ese mismo año y se estableció en La Coruña en 1921. El proyecto definitivo es de 1922. La Comisión Municipal de Obras aprobó el proyecto de un edificio de 38 metros a pesar de que el máximo aceptado era de 20 metros indicando que el nuevo y moderno edificio haría más hermosa la ciudad.
El nuevo edificio fue inaugurado el 11 de noviembre de 1925, convirtiéndose en el primer rascacielos de Galicia y de España. Hay fuentes que afirman que fue el edificio más alto de España hasta 1929. Sin embargo, el Edificio Metrópolis (45 metros y finalizado en 1911) y el Palacio de Cibeles (70 metros y finalizado en 1919) eran más altos, aunque con una tipología diferente al edificio coruñés.

## Descripción
El edificio, de casi cuarenta metros de altura, ocupa una parcela de más de 1000 metros cuadrados. Fue diseñado por Antonio Tenreiro, Peregrín Estellés y Emilio Moya, aunque solo firmaron los planos los dos primeros. Es de estilo ecléctico, basado en la arquitectura de la Escuela de Chicago y en los bancos ingleses y estadounidenses, con elementos decorativos de estilo neobarroco y art déco.
Está construido alrededor de un patio que da luz a todo el edificio, empleando, de manera pionera en Galicia, hormigón armado y piedra artificial. La estructura es semejante a una columna, con una base de tres pisos, un fuste con un desarrollo vertical de seis pisos y un chapitel formado por las dos últimas plantas, con mayor decoración. Las oficinas del banco se situaban en el piso bajo, el entresuelo y el primer piso; la siguiente planta estaba ocupada por la vivienda de Pedro Barrié y en las demás había viviendas. En el ático instalaron su estudio Tenreiro y Estellés.
La entrada se realiza a través de un chaflán entre el Cantón Pequeño y la calle de Santa Catarina por lo que se accede a un vestíbulo en el que se situaban las cajas y los mostradores del banco. La planta baja se ilumina mediante una vidriera.
En 1959 el edificio fue ampliado hacia la calle Durán Loriga.